# فیر ویو
فیر ویو (به لاتین: Fairview) یک شهرک در آفریقای جنوبی است که در خائوتنگ واقع شده‌است. فیر ویو ۰٫۲۱ کیلومتر مربع مساحت و ۱٬۷۱۶ نفر جمعیت دارد.
این شهر در آفرقای جنوبی دارای معادن زغال سنگ می باشد.

## تاریخچه
این شهرک در بخشی از مزرعه قدیمی ویتواترزند به نام دورنفونتین واقع شده است. این منطقه متعلق به مردی به نام جورج ای. فاوکوس بود که با یک زن سفید پوست ازدواج کرده و پس از سال 1903، از طریق ملک به اندازه کافی پول به دست آورده  و دوران بازنشستگی خود را در ترینیداد و جامائیکا گذرانه است. و تلاش کرد بعد مرگ همسرش، این شهرک را به نام فاوکوس تغییر دهد.